# Hybos kenyensis
Hybos kenyensis är en tvåvingeart som beskrevs av Jones 1940. Hybos kenyensis ingår i släktet Hybos och familjen puckeldansflugor.
Artens utbredningsområde är Kenya. Inga underarter finns listade i Catalogue of Life.